# فلش گوردون (موسیقی متن)
فلش گوردون (به انگلیسی: Flash Gordon) نهمین آلبوم استودیویی و نخستین آلبوم موسیقی متن از گروه موسیقی راک اهل بریتانیا کوئین است، که در ۸ دسامبر ۱۹۸۰ توسط ئی‌ام‌آی رکوردز در بریتانیا و در فوریه ۱۹۸۱ توسط الکترا رکوردز در ایالات متحده آمریکا منتشر شد. این آلبوم موسیقی متن فیلم فلش گوردون (فیلم) که توسط برایان می تهیه شده‌است.